# PGC 29166
PGC 29166, auch ESO 499-037, ist eine Spiralgalaxie im Sternbild Wasserschlange am Südsternhimmel. Die Galaxie ist etwas mehr als 33 Millionen Lichtjahre von der Milchstraße entfernt. Die schwachen, lockeren Spiralarme sind als bläuliche Erscheinungen zu erkennen, die um den Kern der Galaxie herum wirbeln. Diese blaue Färbung stammt von den heißen, jungen Sternen, die sich in den Spiralarmen befinden. Die Arme einer Spiralgalaxie enthalten große Mengen an Gas und Staub und sind oft Bereiche, in denen sich ständig neue Sterne bilden.